# Башанта (аул)
Башанта (рос. Башанта) — аул у Арзгірському районі Ставропольського краю Російської Федерації.
Муніципальне утворення — Арзгірський муніципальний округ. Населення становить 397 осіб.

## Історія
Згідно із законом від 4 жовтня 2004 року № 88-КЗ у 2004—2020 роках муніципальним утворенням була Арзгірська сільрада.

## Населення
| 1896 | 1902 | 1903 | 1907 | 1925 | 1926 | 1989 |
| ---- | ---- | ---- | ---- | ---- | ---- | ---- |
| 840  | ↗998 | ↘447 | ↗840 | ↘670 | ↘450 | ↘399 |
| 2002 | 2010 |      |      |      |      |      |
| ↗415 | ↘397 |      |      |      |      |      |